# Фильтук
Фильтук — река в России, протекает в Краснодарском краю. 
До заполнения Краснодарского водохранилища длина реки составляла 33 км, в настоящий момент её длина существенно сократилась, в результате создания водохранилища площадь водосборного бассейна Пшиша так же сократилась, ранее она составляла — 73,7 км².
Ранее устье реки находилось на 9,1 км по правому берегу Пшиша, сейчас этот участок находится в зоне затопления Краснодарского водохранилища и просматривается только когда водохранилище заполнено не полностью.

## Данные водного реестра
По данным государственного водного реестра России относится к Кубанскому бассейновому округу, водохозяйственный участок реки — Пшиш, речной подбассейн реки — Подбассейн отсутствует. Речной бассейн реки — Кубань.
По данным геоинформационной системы водохозяйственного районирования территории РФ, подготовленной Федеральным агентством водных ресурсов:
- Код водного объекта в государственном водном реестре — 06020001212108100005294
- Код по гидрологической изученности (ГИ) — 108100529
- Код бассейна — 06.02.00.012
- Номер тома по ГИ — 08
- Выпуск по ГИ — 1